# Rufo de Aviñón
San Rufo sería el primer obispo de Aviñón.

## Hagiografía
Una tradición local hace de Rufo ser hijo de Simón de Cirene, que había ayudado a Jesucristo a llevar su cruz, y discípulo de san Pablo, lo que le haría remontarse a la época de los primeros Apóstoles. Los historiadores modernos creen más bien que Rufo fue un simple sacerdote, probablemente el fundador, si no uno de los primeros líderes de la comunidad cristiana de Aviñón en el siglo IV. La abadía consagrada a él fue un lugar de enterramiento donde reposarían sus restos.
Durante las Guerras de Religión, el cuerpo del santo fue trasladado a la ciudad de Aviñón en busca de refugio.
Es uno de los santos patrones de Aviñón. Su fiesta se conmemora el 14 de noviembre.

## Orden de canónigos regulares
Los Canónigos regulares de San Rufo se fundaron a partir de una pequeña comunidad de clérigos instalada en 1039 en la iglesia de San Rufo (Saint-Ruf), una iglesia en ruinas en el suburbio de Aviñón, mencionada desde el siglo X. Esta congregación, siguiendo la regla agustiniana, fue famosa en la Edad Media y se extendió sobre todo por Francia, como en Aimargues, España y el norte de Italia. La adopción de su régimen de vida influyó en muchas catedrales, de Portugal a los Alpes y de Aquitania a Germania. En 1158 trasladaron su casa matriz a Valence. La orden fue disuelta en el reino de Francia entre 1770 y 1780 por la Comisión de regulares, junto a otras 9 órdenes religiosas.

## Lugares consagrados
- Abadía de Saint-Ruf (Aviñón)
- Abadía de Saint-Ruf (Valence)